# Felix Manzanero
Félix Manzanero nació en Madrid (27 de julio de 1937 - 18 de agosto de 2019) y fue un reconocido lutier de la escuela de Madrid, discípulo de Modesto Borreguero y José Ramírez II, dedicado durante más de 60 años a la construcción de guitarra española clásica y flamenca dentro de los instrumentos de cuerda pulsada, y mencionado en los libros de Cano, Mairants, Evans y Urlik como uno de los mejores exponentes de la citada escuela de Madrid. También fue conocido por su amplia colección de guitarras de los siglos XVIII, XIX y XX.

## Biografía
Sus inicios con la música fueron muy tempranos, ya que cursó estudios de música desde los 9 años en el Real Conservatorio de Madrid y aún muy joven comenzó a aprender el oficio de Modesto Borreguero (1893-1969), lo cual posteriormente le permitió a los 14 años entrar en el taller de José Ramírez II como aprendiz. Trabajó en la casa Ramírez durante 12 años para José Ramírez II y III, durante los cuales perfeccionó su técnica de construcción de guitarras, llegando a ser oficial/maestro de primera de la casa y teniendo como discípulo a José Antonio Lagunar.
En 1964 tomó la decisión de independizarse y fundó su propio taller en la calle de Santa Ana 12, mítica calle del barrio de Embajadores en Madrid, por el que pasaron grandes guitarristas y concertistas de nivel internacional como Paco de Lucía, Sabicas, Laurindo Almeida y Los Habichuela.
Asimismo, Félix Manzanero es considerado uno de los referentes de guitarreros mexicanos gracias a su aportación en 1985 para impartir en Paracho (Michoacán, México) un curso de construcción de guitarra española tras la invitación del gobierno de México, en la que pudo explicar su técnica y ofrecer su experiencia a artesanos de la región. Paracho es considerada la capital mexicana de la guitarra, donde se producen la gran mayoría de guitarras que se elaboran a nivel nacional, aglutinando a más de 300 artesanos, y siendo demandadas por artistas de todos los niveles, incluido concertistas internacionales.
Durante el tiempo que dedicaba a la construcción de instrumentos, también se dedicó a la investigación y desarrollo de la guitarra. Entre sus hitos, se encuentra la construcción de una guitarra sin abanico, con una séptima cuerda en el interior, una guitarra elíptica para buscar una mayor proyección y potencia sonora, y el desarrollo de un sistema que permitiera medir de forma óptima la tapa armónica de forma individual, sin estar puesta en la guitarra formando su caja de resonancia.
También es conocida su faceta de coleccionista, ya que llegó a tener en una extensa colección de más de 100 guitarras antiguas de guitarreros de prestigio de los siglos XVIII, XIX y XX, que incluían modelos de todo tipo. Dicha colección, por su extensión y calidad, estuvo reconocida internacionalmente y como tal se expuso en varios eventos, destacando su colaboración en la exposición de guitarras antiguas que organizó el Metropolitan Museum of Art de Nueva York junto al Museo Municipal de Madrid con motivo de 5.º centenario (1991-1992), su exposición en el Teatro Albéniz con motivo del 200 aniversario de Mozart (1991), en el Centro Municipal de Cultura José Espronceda (1986) y en la Feria de Muestras de Valencia (1985).
Durante su trayectoria, ha sido reconocido y galardonado con varios premios, destacando un diploma Ad Honores de la Academia Europea de las Artes (1993 en la UNESCO), Artesano Tradicional Madrileño por la Cámara de Comercio e Industria (1991 en Madrid) y Primer Premio de Acústica del Concurso Internacional de Maestros Guitarreros (1987 en Tarbes, Occitania, Francia).